# Чайкин, Геннадий Андреевич
Геннадий Андреевич Чайкин (1927—1978) — советский передовик производства, главный инженер совхоза имени Н. К. Крупской (п. Новосёлки) Мелекесского района Ульяновской области. Герой Социалистического Труда (1966).

## Биография
Родился 9 февраля 1927 года в городе Ульяновске. 
С  1941 года после окончания семи классов, в период начала Великой Отечественной войны Г. А. Чайкин начал свою трудовую деятельность в должности  тракториста совхоза «Скугареевский» Теренгульского района Куйбышевской области. С 1944 по 1947 годы был направлен совхозом «Скугареевский» для прохождения обучения в Ульяновский механический техникум .
С 1947 года, после успешного окончания Ульяновского механического техникума, был направлен в Алтайский край и начал работать — технологом Барнаульского станкостроительного завода, позже работал технологом  в Старомайнской ремонтно-технической станции. Г. А. Чайкин помимо основной работы стремился повысить свою квалификацию и профессионализм, накопить теоретический опыт, поэтому с 1947 по 1952 годы без отрыва от основного производства обучался на заочном отделении Саратовского института механизации сельского хозяйства. 
С 1959 по 1978 годы работал — главным инженером совхоза имени Н. К. Крупской (Новосёлки)  Мелекесского района Ульяновской области. Г. А. Чайкин, как технический руководитель совхоза сыграл выдающеюся роль в развитии сельского хозяйства в совхозе имени Н. К. Крупской. Под руководством и непосредственном участии Г. А. Чайкина механизаторы совхоза первыми в Ульяновской области применили методику уборочно-транспортного комплекса, который позволил значительно улучшить  результаты трудовой деятельности.                                                                                                                                                                                                            
23 июня 1966 года Указом Президиума Верховного Совета СССР «за успехи, достигнутые в увеличении производства и заготовок пшеницы, ржи, гречихи, риса, других зерновых и кормовых культур и высокопроизводительном использовании техники» Геннадий Андреевич Чайкин был удостоен звания Героя Социалистического Труда с вручением ордена Ленина и золотой медали «Серп и Молот».
Г. А. Чайкин трагически погиб 14 октября 1978 года, похоронен на родине в Ульяновске. 

## Награды
- Медаль «Серп и Молот» (23.06.1966)
- Орден Ленина (23.06.1966)

### Звание
- Почётный гражданин Ульяновской области (2002 — посмертно[2])

## Память
- На административном здании совхоза имени Н. К. Крупской (Новосёлки) установлена мемориальная доска.